# دان بيريس
دان بيريس (بالإنجليزية: Dan Peres)‏ هو صحفي أمريكي، ولد في 14 أكتوبر 1971.